# أولاد فارس (أولاد فارس الحلة)
أولاد فارس هي إحدى مشيخات المملكة المغربية، تتبع جغرافيا لإقليم سطات وإداريًا لأولاد فارس الحلة. يقدر عدد سكانها بـ 5047 نسمة حسب الإحصاء الرسمي للسكان والسكنى لسنة 2004.